# Wanna One GO : X-CON
《Wanna One GO : X-CON》(워너원고)는 대한민국의 리얼리티 텔레비전 프로그램이다. 2017년 8월 3일 엠넷에서 처음 방송되었으며, 워너원의 멤버 윤지성, 하성운, 황민현, 옹성우, 김재환, 강다니엘, 박지훈, 박우진, 배진영, 이대휘, 라이관린이 출연했다. 2018년 5월부터 6월까지 방영된 시즌 3에서는 네 명의 프로듀서가 각각 담당하는 네 개의 유닛이 결성되었으며, 각 유닛마다 만든 곡은 모두 스페셜 음반 《1÷x=1 (UNDIVIDED)》에 실렸다.